# Josef Lenz
Josef Lenz detto Sepp Lenz (Schönau am Königssee, 8 febbraio 1935 – 3 maggio 2023) è stato uno slittinista tedesco.

## Biografia
Esordì con la nazionale tedesca occidentale ai campionati europei di Imst 1956 gareggiando sia nella specialità del singolo, dove giunse quarto, sia in quella del doppio, che concluse al dodicesimo posto; in carriera nelle rassegne continentali vinse il titolo nella prova individuale a Weißenbach 1962, occasione in cui chiuse altresì al quarto posto la gara biposto.
Prese parte a sei edizioni dei campionati mondiali, ottenendo quali migliori risultati per due volte la quarta posizione nel singolo, a Krynica-Zdrój 1958 ed a Garmisch-Partenkirchen 1960, e la quinta nel doppio a Davos 1957.
Fu costretto a ritirarsi dalle competizioni poco prima dell'inizio dei Giochi olimpici invernali di Innsbruck 1964, quando subì un grave infortunio proprio mentre stava effettuando delle discese di allenamento sulla pista austriaca.
Dopo il ritiro divenne allenatore della squadra tedesca occidentale dal 1966 fino alla riunificazione delle due Germanie e quindi allenò la nazionale tedesca fino al 1995. Nel dicembre del 1993 fu vittima di un serio incidente a Winterberg: mentre si trovava all'interno del tracciato tedesco fu travolto dalla slitta guidata dalla statunitense Bethany Calcaterra subendo l'amputazione della gamba sinistra appena sotto il ginocchio. Nonostante questo handicap Lenz riprese il suo ruolo a bordo pista già pochi mesi più tardi, guidando la squadra teutonica ai Giochi di Lillehammer 1994.
Alla carriera da allenatore Sepp Lenz affiancò anche quella come consulente nella costruzione dei tracciati, di cui in gioventù aveva avuto esperienza diretta; insieme al padre Lorenz infatti aveva costruito la prima pista di Königssee, sulle cui curve è stato successivamente edificato il tracciato refrigerato artificialmente tuttora esistente.

## Palmarès

### Europei
- 1 medaglia:
  - 1 oro (singolo a Weißenbach 1962).